# Класична культура Веракрус

Центри класичної культури Веракрус

Класична культура Веракрус — месоамериканська культура, що існувала з бл. 100 до 1000 роки н. е. Інша назва класична культура Мексиканської затоки. Територіально розташовувалася у північній та центральній частині теперішнього штату Веракрус (Мексика) — між річками Пануко і Папалоапан. Характеристику особливостей культури склала антрополог і лінгвіст Тетяна Проскурякова.

## Історія
Спочатку формувалася у північній частині сучасного штату Веракрус. Доволі швидко потужним політичним, культурним і релігійним центром стає місто Ель-Тахін. До середини III ст. вплив культури було поширено на центральні райони сучасного штату Веракрус. Тут її представники стикнулися з епіольмекською культурою. Впродовж декількох десятиріч взаємовпливу відбулося на знаннях народу Веракрус в астрономії та календарі. Колишні центри епіольмеків — Серро де-лас-Месас та Ла-Мохарра — стають південними політичними і економічними центрами культури Веракрус.
Піднесення культури відбулося з I, найбільший розквіт між III та VIII ст. В цей час постають потужні центри — Йоуалічан, Філобобос, Ель-Куахілоте, Шіутетелько, Сапоталь, Ігерас. У VIII—IX ст. вплив культури Векрус залишається значним, проте розквіт та припиняються. Можливо це пов'язано з тиском на північні кордони кочових народів, зокрема тотонаків, що прийшли сюди у VII ст. Вже IX ст. позначено поступовим занепадом культури Веракрус. У північній частині все більший політичний та військовий вплив отримують тотонаки, які до кінця століття повністю опанували важливе місто культури Веракрус — Ель-Тахіном.

## Управління. Верстви
На чолі стояли володарі, влада яких була спадковою. Вони керували центрами за площею 2000 км², здійснюючи політичний і релігійний контроль над торговельними шляхами. Також підтримували свою легітимність шляхом обрядів, насамперед власного кровопускання, людських жертв, війн і використання екзотичних товарів. Більшість населення жило в ізольованих селянських садибах або поселення. На думку деяких дослідників у великих центрах правителів також виконували функції головних жерців.

## Економіка
Основу становило землеробство, яке була заснована на підсічно-вогневому господарстві. Основними культурами були маїс та бавовник. Також була поширена риболовля (акули, інші риби, черепахи, молюски), полювання. Тут розводили домашніх собак для їжі. Торгівля велася з Теотіуаканом та державами мая. Основними експортними товарами були продукти кераміки, бавовна, продукти моря, собаки.

## Культура
Розвиток набула архітектура, скульптура і кераміка, що частково зазнала впливу епіольмеків. Характерним елементом є спіралеподібні завитки, представлені на монументальній архітектурі, малих виробах, зокрема кераміці та різьблення з кістки. Також архітектура покрита безліччю інших орнаментів, що являють собою різкий контраст світла і тіні. Основною темою мистецтва є людські жертвоприношення.
Важливою частиною культури стала гра у м'яч. У кожному з культурних центрів культури Веракрус розташовувалося мінімум одне поле для гри в м'яч, в Ель-Тахін їх було виявлено 18. Саме в культурі Веракрус ця гра досягла свого розквіту.
Центрами кераміки були міста Рехомадас і Нопілоа. Фігурки в стилі Ремохадас зазвичай виготовлялися вручну і прикрашалися накладним орнаментом. Тут вперше з'явилися фігури з трикутним обличчям, що посміхається. Надалі цю традицію запозичили тотонаки. Фігурки в стилі нопілоа зазвичай гірше прикрашені, без накладного орнаменту, нерідко виготовлялися шляхом виливки.